# Lima fujitai
Lima fujitai is een tweekleppigensoort uit de familie van de Limidae. De wetenschappelijke naam van de soort is voor het eerst geldig gepubliceerd in 1943 door Oyama.